# Česko-izraelská smíšená obchodní komora
Česko-izraelská smíšená obchodní komora (ČISOK) je neziskovou nevládní organizace, která svou činností napomáhá k všestrannému rozvoji vzájemného obchodu mezi českými a izraelskými subjekty. Při svém založení v únoru 1996 si ČISOK vytkla za své hlavní poslání podporovat a rozvíjet česko-izraelské obchodní vztahy. Proto se snaží navazovat a rozšiřovat kontakty mezi podnikatelskými subjekty obou zemí, poskytovat informační servis podnikatelům a zajišťovat odbornou pomoc při uzavírání obchodních smluvních vztahů.
Česko-izraelská smíšená obchodní komora velmi úzce spolupracuje s obchodním oddělením českého velvyslanectví v Tel Avivu i s izraelskou ambasádou v Praze. ČISOK dále spolupracuje s řadou ministerstev a dalších státních organizací a také se sesterskou Izraelsko-českou obchodní a průmyslovou komorou působící v Tel Avivu.
Tradicí Česko-izraelské smíšené obchodní komory se stala setkání se špičkovými představiteli politického a hospodářského života, ale i s umělci obou zemí. Příkladem mohou být diskusní setkání, v jejichž rámci se pravidelně diskutuje s představiteli vlády ČR. Pravidelně se rovněž pořádají odborné semináře zaměřené na oblasti jako je například HiTech, Kybernetická bezpečnost či praktické informace pro podnikání (nejen s izraelskými subjekty).
ČISOK je již tradičním partnerem v rámci příprav podnikatelských delegací doprovázejících oficiální návštěvy českých představitelů ve Státě Izrael a podílí se rovněž na organizaci odborných misí do Izraele zaměřených na oblasti jako zdravotnictví, zemědělství, vodohospodářství, HiTech, kybernetická bezpečnost, Smart Energy a další. Podporuje a napomáhá rovněž vzniku bilaterálních odborných a obchodních setkání na nejvyšší úrovni.
V lednu 2013 vznikl na půdě Komory Výbor pro vědu, výzkum a inovace. Jeho posláním je napomáhat rozvoji vztahů mezi Českou republikou a Izraelem v této oblasti, stejně jako podporovat přenos know-how a výměnu informací mezi oběma zeměmi.
V roce 2022 navázala Česko-izraelská smíšená obchodní komora (ČISOK) spolupráci s izraelskou výzkumnou institucí Samuel Neaman Institute, jejímž cílem je vytvoření nezávislého multioborového think-tanku zaměřeného na řešení otázek strategického národního zájmu obou zemí.

## Cena Arnošta Lustiga
V roce 2012 Česko-izraelská smíšená obchodní komora založila Cenu Arnošta Lustiga, jejímž cílem je celospolečenská podpora hodnot, jakými jsou odvaha, statečnosit, lidskost a spravedlnost. Historicky prvním laureátem se stal biskup Václav Malý. Mezi další nositele se zařadili Kamila Moučková, Bedřich Utitz, Petr Sýkora či spisovatel Jiří Stránský.